# Поташное
Пота́шное — сельский посёлок в составе Михаленинского сельсовета Варнавинского района Нижегородской области.
Располагается на левом берегу реки Ветлуги.
По данным на 1999 год, численность населения составляла 2 чел.